# Stazione di Cavarzere
Stazione di Cavarzere vasútállomás Olaszországban, Veneto régióban, Cavarzere településen.

## Vasútvonalak
Az állomást az alábbi vasútvonalak érintik:
- Adria–Mestre-vasútvonal

## Kapcsolódó állomások
A vasútállomáshoz az alábbi állomások vannak a legközelebb: 
- Stazione di Cavarzere Centro (Stazione di Adria, Adria–Mestre-vasútvonal)
- Stazione di Cona Veneta (Stazione di Venezia Mestre, Adria–Mestre-vasútvonal)